# Ajaz paša
Ajaz Mehmed paša, * 1483, † 1539, je bil pomemben osmanski državni uradnik. Rojen je bil v Albaniji, kasneje pa je postal veliki vezir Osmanskega cesarstva, in sicer v letih 1536–1539. Ko je dal sultan Sulejman Veličastni leta 1536 ubiti Ibrahima pašo, je bil za njegovega naslednika imenovan, takrat drugi vezir, Ajaz Mehmed paša.

## Televizija
V turški televizijski seriji Sulejman Veličastni je upodobljen tudi lik velikega vezirja Ajaza paše, ki, poleg sultanu, služi tudi sultanovi zakoniti soprogi sultanki Hurrem. Igra ga turški igralec Fehmi Karaarslan.

## Poglejte tudi
- Seznam osmanskih velikih vezirjev